# شهرستان بنینگتن (ورمانت)
شهرستان بنینگتن واقع در ایالت ورمانت است. جمعیت این شهرستان بر اساس سرشماری سال ۲۰۱۰ آمریکا ۳۷۱۲۵ نفر گزارش شده‌است. مرکز شهرستان بنینگتن در ناحیه جنوبی، شهر بنینگتن و در ناحیه شمالی شهر منچستر است.این شهرستان در سال ۱۷۷۹ بنیانگذاری شده‌است.